# Crossopetalum
Crossopetalum är ett släkte av benvedsväxter. Crossopetalum ingår i familjen Celastraceae.

## Dottertaxa tillCrossopetalum, i alfabetisk ordning[1]
- Crossopetalum aquifolium
- Crossopetalum bredemeyeri
- Crossopetalum caymanense
- Crossopetalum coriaceum
- Crossopetalum cristalense
- Crossopetalum decussatum
- Crossopetalum densiflorum
- Crossopetalum ekmanii
- Crossopetalum enervium
- Crossopetalum fasciculatum
- Crossopetalum filipes
- Crossopetalum gaumeri
- Crossopetalum gentlei
- Crossopetalum glabrum
- Crossopetalum gomezii
- Crossopetalum ilicifolium
- Crossopetalum lobatum
- Crossopetalum macrocarpum
- Crossopetalum managuatillo
- Crossopetalum minimiflorum
- Crossopetalum myrsinoides
- Crossopetalum orientale
- Crossopetalum oxyphyllum
- Crossopetalum panamense
- Crossopetalum parviflorum
- Crossopetalum parvifolium
- Crossopetalum pungens
- Crossopetalum rhacoma
- Crossopetalum riparium
- Crossopetalum rostratum
- Crossopetalum scoparium
- Crossopetalum shaferi
- Crossopetalum spathulifolium
- Crossopetalum standleyi
- Crossopetalum subsessile
- Crossopetalum ternifolium
- Crossopetalum theodes
- Crossopetalum uragoga